# Laphria aurifera
Laphria aurifera är en tvåvingeart som beskrevs av Ricardo 1925. Laphria aurifera ingår i släktet Laphria och familjen rovflugor. Inga underarter finns listade i Catalogue of Life.